# Lumbricillus
Lumbricillus är ett släkte av ringmaskar. Lumbricillus ingår i familjen småringmaskar.

## Dottertaxa tillLumbricillus, i alfabetisk ordning[1][2]
- Lumbricillus aestuum
- Lumbricillus alaricus
- Lumbricillus algensis
- Lumbricillus americanus
- Lumbricillus annulatus
- Lumbricillus antarcticus
- Lumbricillus arenarius
- Lumbricillus balticus
- Lumbricillus belli
- Lumbricillus benhami
- Lumbricillus brunoi
- Lumbricillus buelowi
- Lumbricillus catanensis
- Lumbricillus cervisiae
- Lumbricillus christenseni
- Lumbricillus colpites
- Lumbricillus corallinae
- Lumbricillus crassus
- Lumbricillus curtus
- Lumbricillus dubius
- Lumbricillus ebudensis
- Lumbricillus eiseni
- Lumbricillus eltoni
- Lumbricillus enchytraeoides
- Lumbricillus enteromorphae
- Lumbricillus eudioptus
- Lumbricillus fennicus
- Lumbricillus fossarum
- Lumbricillus franciscanus
- Lumbricillus griseus
- Lumbricillus healyae
- Lumbricillus helgolandicus
- Lumbricillus horridus
- Lumbricillus ignotus
- Lumbricillus imakus
- Lumbricillus immoderatus
- Lumbricillus incisus
- Lumbricillus insularis
- Lumbricillus intermedius
- Lumbricillus kalatdlitus
- Lumbricillus kaloensis
- Lumbricillus kaloënsis
- Lumbricillus knoellneri
- Lumbricillus kurilensis
- Lumbricillus lacteus
- Lumbricillus lentus
- Lumbricillus lineatus
- Lumbricillus litoreus
- Lumbricillus macrothecatus
- Lumbricillus magdalenae
- Lumbricillus maritimus
- Lumbricillus maximus
- Lumbricillus merriami
- Lumbricillus minutus
- Lumbricillus mirabilis
- Lumbricillus murmanicus
- Lumbricillus muscicola
- Lumbricillus nervosus
- Lumbricillus nielseni
- Lumbricillus niger
- Lumbricillus nipponicus
- Lumbricillus ochotensis
- Lumbricillus orientalis
- Lumbricillus pagenstecheri
- Lumbricillus parabolus
- Lumbricillus parvus
- Lumbricillus pinquis
- Lumbricillus profugus
- Lumbricillus pseudominutus
- Lumbricillus pumilio
- Lumbricillus pumillio
- Lumbricillus pygmaeus
- Lumbricillus qualicumensis
- Lumbricillus reynoldsoni
- Lumbricillus rivalis
- Lumbricillus rubidus
- Lumbricillus rufulus
- Lumbricillus rupertensis
- Lumbricillus russoi
- Lumbricillus sadovskyi
- Lumbricillus santaeclarae
- Lumbricillus sapitus
- Lumbricillus scoticus
- Lumbricillus semifuscus
- Lumbricillus similis
- Lumbricillus taisiae
- Lumbricillus tenuis
- Lumbricillus tsimpseanis
- Lumbricillus tuba
- Lumbricillus werthi
- Lumbricillus viridis